# Dubna
Dubna (oroszul: Дубна́, IPA: [dʊbˈna]), 1958-ig Dubno néven ismert, kiemelkedő jelentőségű város Oroszország Moszkvai területének északi részén. Jelenleg a Naukograd (azaz Tudományos Város) szövetségi státusszal rendelkezik, ami elismeri tudományos és technológiai potenciálját. A város otthont ad az Egyesített Atomkutató Intézetnek (JINR - Joint Institute for Nuclear Research), amely egyike a világ vezető nemzetközi nukleáris fizikai kutatóközpontjainak és Oroszország egyik legnagyobb tudományos alapítványa. Emellett itt található az MKB Raduga (ma JSC GosMKB Raduga néven ismert), egy jelentős védelmi repülőgépgyártó és rakétarendszerek tervezésére és gyártására szakosodott társaság telephelye is. A modern várost a 20. század közepén, kifejezetten a tudományos kutatás igényeire alapozva fejlesztették ki, és 1956-ban kapta meg a városi státust. Népessége a legutóbbi adatok szerint folyamatosan növekszik: a 2010. évi népszámláláskor 70 663 fő volt, míg a 2002. évi népszámláláson 60 951 főt számláltak; az 1989-es szovjet népszámlálás idején 65 805 lakosa volt. A város jelenlegi népessége (a legfrissebb, 2021-es népszámlálás alapján) meghaladja a 75 000 főt.

## Földrajza
A város mérsékelt éghajlati övezetben, átlagosan 125 méter tengerszint feletti magasságban fekszik, körülbelül 125 km-re Moszkvától északra, a széles Volga folyó két partján. Elhelyezkedése a Volgán stratégiailag fontos: közvetlenül az Ivanykovói-víztározó (Moszkvai-tenger néven is ismert) duzzasztógátja és a hozzá tartozó vízerőmű (Ivanykovói vízerőmű) alatt terül el, amely a város északi határát is kijelöli a folyón. A város jelentős része a Volga jobb partján található, de lakott területek a bal parton is vannak. Dubna nyugati határát a Volgával összekötő, hajózható Moszkva-csatorna képezi, amely kulcsfontosságú vízi út Moszkva számára. A város keleti oldalát pedig a Dubna kisebb folyó határolja, amely a Volgába torkollik a közelben.
Dubna földrajzi elhelyezkedése révén a Moszkvai terület (Moszkovszkaja oblaszty) legészakibb városa, stratégiai ponton fekszik a régió északi határán.

## Népessége
| Lakosok száma | 14 009 | 50 000 | 65 805 | 67 800 | 61 600 | 62 534 | 73 840 | 75 179 | 74 985 | 74 032 |
|               | 1959   | 1976   | 1989   | 1998   | 2005   | 2009   | 2013   | 2016   | 2020   | 2024   |

Dubna városának népessége az elmúlt évtizedekben változatos dinamikát mutatott. Az 1989-es szovjet népszámláláskor 65 805 lakosa volt, ami a szovjet időszakban elért növekedést tükrözte. A 2000-es évek elejére, a Szovjetunió felbomlása és a gazdasági átmenet időszakában a népesség kismértékű csökkenést mutatott, a 2002. évi népszámláláskor 60 951 főt regisztráltak. Azonban az ezt követő időszakban, a tudományos város státusz megerősödésével és a fejlesztésekkel, a népesség újra növekedésnek indult, és a 2010. évi népszámláláson már elérte a 70 663 főt. Ez a növekedési tendencia tovább folytatódott a 2010-es években is, és a legutóbbi, 2021-es oroszországi népszámlálás előzetes adatai szerint Dubna lakossága már meghaladja a 75 000 főt, ami a város folyamatos fejlődését és vonzerejét jelzi.

## Történelme

### A második világháború előtti időszakban

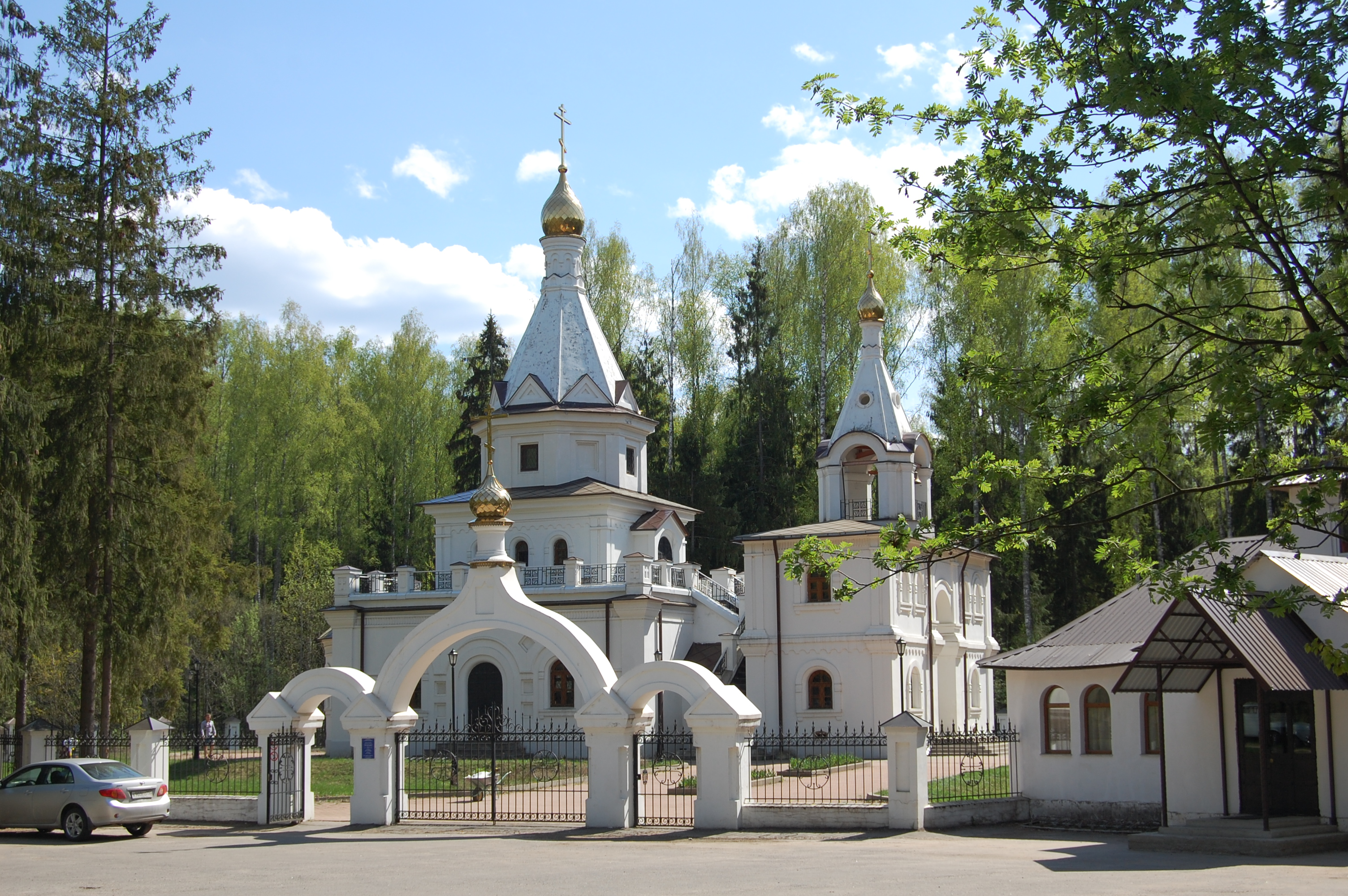
Dubna városának egyik ortodox temploma

A mai város területén és környékén az első ismert település egy Rosztov–Szuzdali Fejedelemséghez tartozó határmenti erődítmény volt, amelyet a Dubna folyó torkolatánál építettek. Ezt az erődöt (oroszul Dubna) Jurij Dolgorukij vlagyimiri herceg, a későbbi kijevi nagyfejedelem alapította 1132-ben, mint előretolt védelmi pontot a fejedelemség északi határain. Az erőd fontos kereskedelmi útvonalak mentén feküdt, és viszonylag sokáig, egészen 1216-ig fennállt, amikor is egy katonai konfliktus során elpusztult. A középkorban a környéken kisebb települések és közigazgatási egységek alakultak ki. Gorogyiscse falu például, amely a Volga folyó jobb partján ma is létezik, a középkorban a Kasini Fejedelemség része volt. A környék gazdasági jelentőségét jelzi a dubnai vámhivatal (Дубненское мыто) létezése, amely a Tveri Fejedelemség fennhatósága alá tartozott.
Az 1917-es nagy októberi szocialista forradalom előtt a mai Dubna helyén és közvetlen környezetében csupán néhány kisebb falu és tanyahelyezkedett el: a Volga bal partján volt Podberezje, míg a jobb parton olyan falvak voltak, mint Gorogyiscse, Alekszandrovka, Ivanykovo, Jurkino és Kozlaki. Ezek a települések főként mezőgazdaságból és a folyami kereskedelemből éltek.
Közvetlenül a forradalom utáni időszakban a Szovjet-Oroszországban megkezdődött a kollektivizálás és a tervgazdálkodás bevezetése. Dubna környékén, a Dubna folyó torkolatánál, az elsők között alapítottak mezőgazdasági kolhozokat (kollégiumokat), ami a térség társadalmi és gazdasági átszervezésének korai jele volt.

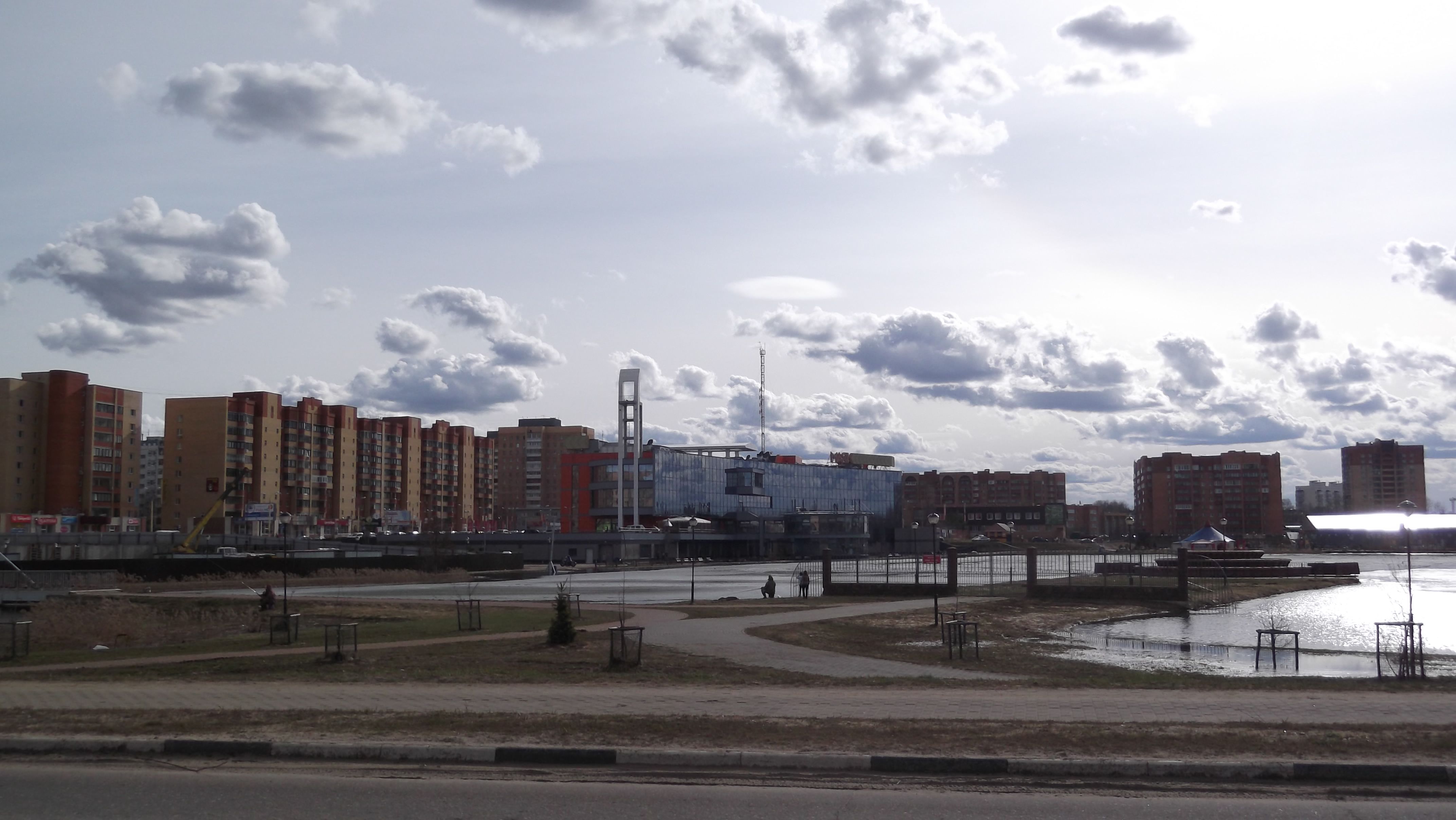
Dubna látképe 2000 körül a Volga felől nézve

A mai város kialakulásának és jelentőségének egyik meghatározó momentuma a Volga-Moszkva-csatorna grandiózus építési projektje volt. 1931-ben a kommunista párt Központi Bizottsága meghozta a döntést a stratégiailag fontos csatorna megépítéséről, amely összekötné Moszkvát a Volga folyóval, biztosítva a főváros vízellátását és hajózási kapcsolatát a nagy orosz folyóval. A projektet a szovjet iparosítás és a nagy építkezések szellemében valósították meg. Az építkezés felügyeletét és irányítását a rettegett Állami Politikai Igazgatóság (OGPU), majd később az NKVD (Belügyi Népbiztosság) vezetőjére, Genrih Jagodára, majd utódjára, Lavrentyij Berijára bízták. A csatorna és a kapcsolódó létesítmények építése főként a gulág foglyainak kényszermunkájával történt. A Moszkva-csatorna 1937-ben fejeződött be. A projekt részeként épült meg a Volgán az Ivanykovói-víztározó és az ivanykovói vízerőmű gátja a mai Dubna területénél, ami jelentősen átformálta a környék tájképét és hidrológiai viszonyait. A víztározó feltöltése következtében számos falu és a történelmi Korcseva város (ma Tveri terület) nagy része víz alá került. Alekszandr Szolzsenyicin is megemlítette Dubnát a Gulag szigetcsoport című monumentális művében, mint a gulág foglyok által felépített létesítmények egyik helyszínét, a kényszermunka táborok hálózatának részeként.

## Tudomány
Dubna mai arculatát és globális ismertségét a tudományos kutatás, különösen a nukleáris fizika terén elért eredményei határozzák meg. A második világháború után a Szovjetunióban nagy hangsúlyt fektettek az atomenergia fejlesztésére és a nukleáris kutatásokra. A szovjet kormány 1946-ban hozott döntést egy nagyméretű protongyorsító megépítéséről az atomenergia és a nukleáris fizika kutatására. A gyorsító és a hozzá kapcsolódó kutatóintézet helyszínéül a mai Dubna területét választották. A helyszín kiválasztásában több szempont játszott szerepet: a Moszkvától elegendő távolság (a biztonsági előírások miatt), ugyanakkor a fővároshoz való viszonylagos közelség, valamint a közelben lévő ivanykovói vízerőmű által biztosított bőséges és stabil energiaellátás, amely nélkülözhetetlen volt a nagy energiaigényű gyorsító működtetéséhez. A tudományos projekt vezetője a neves szovjet atomfizikus, Igor Kurcsatov akadémikus volt, akit az "orosz atomenergia atyjának" is neveznek. Az építkezés szigorú titoktartás és nagy nyomás mellett zajlott, és a települést Moszkvával összekötő infrastruktúra (út és vasútvonal) építésének fő felügyelője az NKVD vezetője, Lavrentij Berija volt, aki szintén kulcsszerepet játszott a szovjet atombomba-programban. Az építkezésen, hasonlóan a Moszkva-csatornához, jelentős számban dolgoztak a gulág fogvatartottai. Három év intenzív munka után a protongyorsítót 1949. december 13-án helyezték üzembe.
A település gyors fejlődésnek indult a tudományos létesítmény körül, és 1956-ban hivatalosan is megkapta a városi státust. Ezzel egyidejűleg alapították meg az Egyesített Atomkutató Intézetet (JINR), amely egy nemzetközi együttműködés keretében jött létre szocialista országok részvételével. A JINR hamarosan a világ egyik vezető nagy nemzetközi kutatólaboratóriumává fejlődött, amely kiemelkedő eredményeket ért el elsősorban a részecskefizikában, a nehézion-fizikában, a transzurán elemek (szupernehéz elemek) felfedezésében és elemzésében (számos új elem, köztük a Dubnium nevű elem is a JINR-ben kapta a nevét), valamint a radiobiológia és a sűrített anyagok fizikája területén. Az Intézet máig meghatározó szerepet játszik a nemzetközi tudományos életben, számos nemzet kutatói dolgoznak itt.
A város tudományos és oktatási infrastruktúrájának fontos része a dubnai egyetem, hivatalos nevén "Dubnai Nemzetközi Természettudományi Egyetem" (Государственный университет Дубна́), amelyet 1994-ben alapítottak. Az egyetem szorosan együttműködik a JINR-rel és más kutatóintézetekkel, magas szintű képzést nyújtva a fizika, informatika, mérnöki tudományok és más területeken, hozzájárulva a város tudományos utánpótlásának biztosításához.
Dubnát a "tudományos város" jellege mellett a természeti környezet is jellemzi; jelentős zöldövezetekkel rendelkezik, parkokkal és erdőkkel a Volga és a csatorna mentén, ami kellemes életkörülményeket biztosít lakosainak.

## Fordítás
Ez a szócikk részben vagy egészben  a   Dubna című angol Wikipédia-szócikk ezen változatának fordításán alapul.  Az eredeti cikk szerkesztőit annak laptörténete sorolja fel. Ez a jelzés csupán a megfogalmazás eredetét és a szerzői jogokat jelzi, nem szolgál a cikkben szereplő információk forrásmegjelöléseként.